# Александровка (Ростов-на-Дону)
Алекса́ндровская — упразднённая станица Аксайского района Ростовской области. В 1961 году включена в состав Пролетарского района Ростова-на-Дону и исключена из учётных данных. Ныне — городской микрорайон Александровка.

## Местоположение
Микрорайон находится на восточной окраине города, на правом крутом берегу Дона. С запада примыкает Нахичевань (бывший город, ныне также часть Ростова-на-Дону). С севера находится роща, старый ростовский аэропорт и посёлок имени Фрунзе. С северо-запада с микрорайоном граничит посёлок Кирпичный Завод. Восточная сторона Александровки находится рядом с федеральной дорогой М-4.

## История

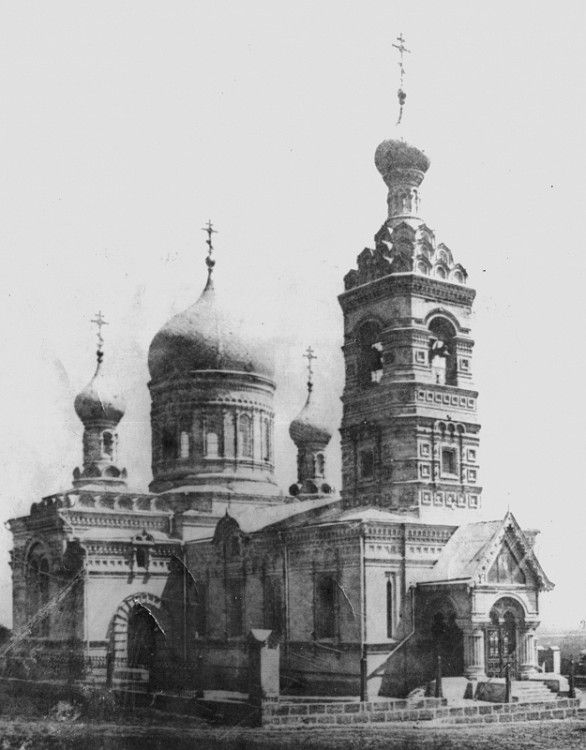
Сретенская церковь в начале XX в.

В 1776 году казаки упразднённого Дмитриевского полка (он же Доломановский, он же бывший конно-азовский полк) поселились по распоряжению войскового правления Всевеликого войска Донского у рыбацкого Роговского стана, существование которого упоминается в истории Усть-Аксайской станицы в 1743 году.
В этом же стане осела часть казаков-доломанов, которые в 1776 году освятили там свою Сретенскую церковь. Александровские же казаки в 1780 году установили свою полковую деревянную церковь Архангела Михаила («небесного генерала»).
В 1793 году казаки станицы Александровской участвовали в доставке Почётной грамоты царя в Старочеркасск — на вечное владение Донской землёй. Казаки в основном занимались хлебопашеством и рыбным промыслом.
После объединения в 1848 году со станицей Сретенской, созданной на Роговском стане из казаков-доломанов, в станице Александровской было 2 тони, 10 рыбозаводов, вылавливали для продажи до 25 000 пудов рыбы. Также в станице было 70 садов, известковый и кирпичный заводы, 2 водяных и 2 ветряных мельницы.
В 1915 году в станице было 542 двора, в которых проживало 1707 человек мужского пола и 1668 женского пола (всего 3375 человек). Собственность казачьей станицы состояла из: казачьего правления, трёх церквей, двух двухклассных церковно-приходских школ, кирпичного и кишечного заводов.
В 1961 году станица Александровская была включена в состав города Ростова-на-Дону. С конца 1960-х годов в микрорайоне велось массовое жилищное строительство.
В 1990 году началось возрождение станичного казачества. С 1996 года в Александровке работает Казачья кадетская сотня имени атамана М. И. Платова. При правлении казаков действует казачья дружина.
24 сентября 2010 года были открыты памятные знаки «Станица Александровская», обозначающие границы бывшей станицы со стороны Кизитириновской балки и со стороны Кобяковской балки.

## Культура
Работают два казачьих хора — «Дубравушка» (под руководством Т. Силуковой) и «Лазоревый цветок» (под руководством С. Кучеренко), группа «Атаманский Дворец» (под руководством М. Ильинова), приобретшая популярность после публикации клипа «Национальность-казак».

## Религия
В Александровке действуют три православные церкви:
- Церковь Сретения Господня (современное здание построено построен в 1911 году), при котором работает церковно-приходская школа,;
- Церковь Архистратига Михаила;
- Часовня Святого Спиридона.

## Спорт
Спортивная команда казачьих боевых искусств[какая?]. Команда существует более 10 лет.

## Население
| 2 359 | 2 375 | 4 881 | 12 734 |

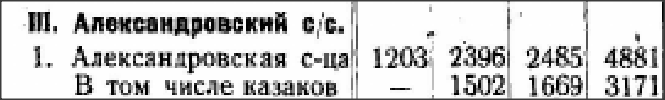
Станица Александровская по переписи 1926 года

В переписи 1926 года из 4881 жителя станицы на вопрос об исторической принадлежности — «казак/казачка» ответили 3171 человек (2/3 населения). Национальность (русские, украинцы) шла ниже.